# Hotel El Algarrobico
L'Hotel El Algarrobico és un hotel de 21 plantes i 411 habitacions construït l'any 2003 a la platja del mateix nom, a Carboneras, Almeria. La construcció en va generar una gran controvèrsia en tant que la finca on s'erigeix es troba al parc natural del Cap de Gata i l'edifici està a 14 metres de distància del mar, de tal manera que per una banda infringeix la legislació —perquè la finca està en un terreny no urbanitzable— i per l'altra infringeix l'estipulat a la llei de costes espanyola, que determina una franja de 20 metres a partir de la riba del mar on està prohibit realitzar-hi qualsevol construcció. Després de prop d'una dècada amb les obres paralitzades, un litigi tancat en fals i amb l'hotel convertit en l'escenari de nombroses reivindicacions per part d'organitzacions ecologistes, l'any 2016 la construcció es va considerar il·legal i es van iniciar els passos per procedir a la seva demolició. La controvèrsia i l'eternització dels litigis han convertit aquest hotel en un dels símbols més coneguts de la destrucció del litoral espanyol durant l'època de major intensitat de l'especulació immobiliària i el descontrol urbanístic, popularment coneguts com els anys "del totxo".

## Antecedents
Als anys 80 del segle xx, la promotora Azata del Sol va aconseguir els permisos pertinents per procedir a la construcció de l'hotel, que no es va iniciar fins a l'any 2003. Quan es van iniciar les obres, la platja del Algarrobico havia passat a formar part del parc natural del Cabo de Gata-Níjar i, per tant, havia passat a ésser sòl no urbanitzable. A més, el projecte incomplia la legislació vigent en matèria de costes, que establia que hi havia d'haver una servitud de pas de 100 metres a partir de la línia de la costa, per bé que des de l'ajuntament de Carboneras sempre es va mantenir que ni la finca on s'erigia l'hotel formava part del parc natural ni que l'edifici estava a menys de 50 metres de la costa.

### Postura de l'ajuntament i els empresaris de Carboneras
De bell antuvi, el consistori de Carboneras es va mostrar favorable a la construcció de l'hotel, ja que entenia aquesta inversió com una aposta beneficiosa pel desenvolupament econòmic de la població, essencialment basat en la pesca, la indústria i el turisme. Per la seva part, l'associació d'empresaris turístics de Carboneras va manifestar que la població requeria una zona d'expansió natural, i que l'àrea del Algarrobico era l'única zona viable per on fer créixer la població en tant que aquesta estava molt constrenyida pels polígons industrials i els espais protegits pel parc natural del Cap de Gata.

## Polèmica i paralització de l'obra

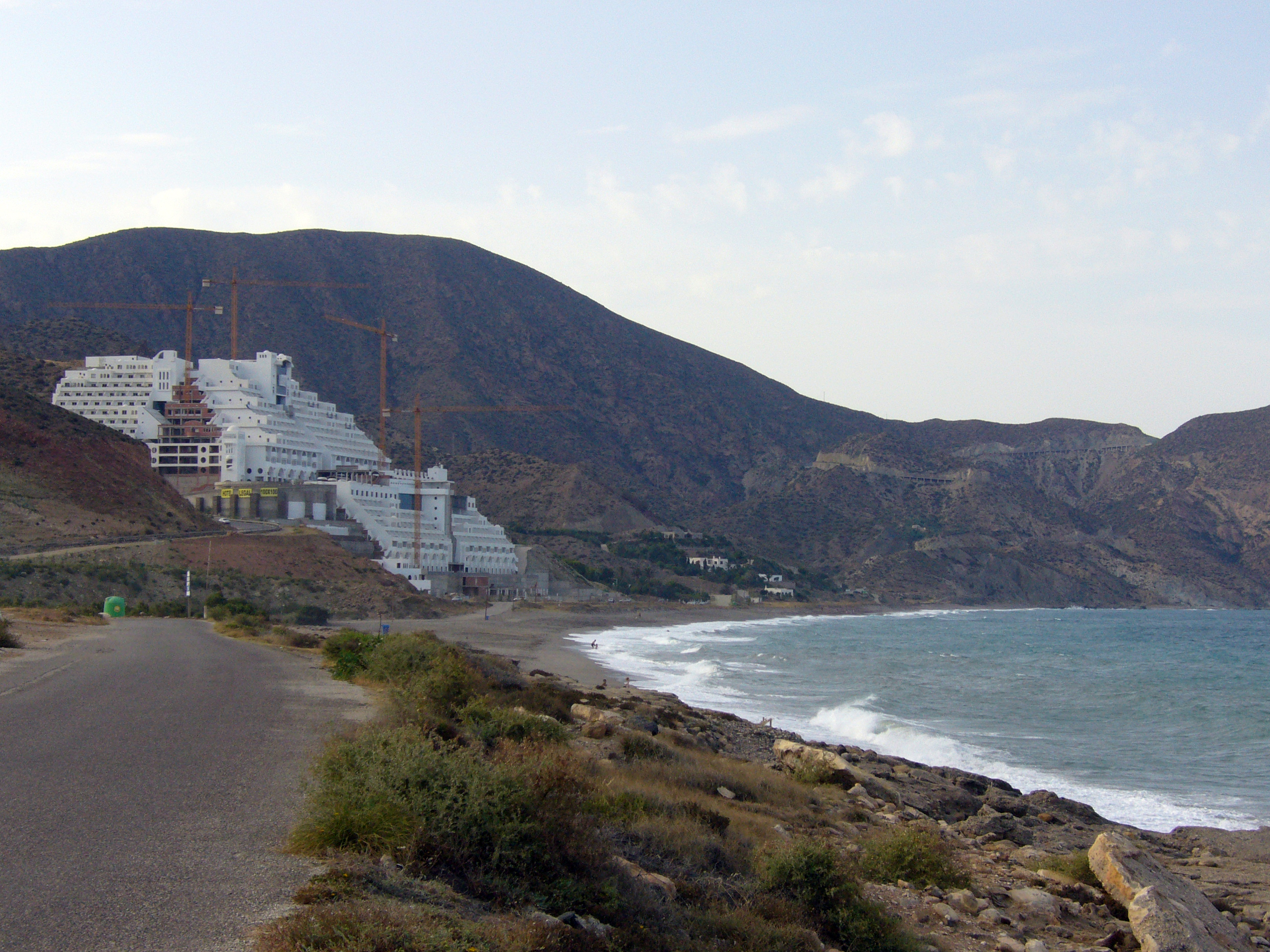
Aspecte de l'hotel l'any 2006

La construcció de l'hotel va generar un moviment de rebuig per part de diverses entitats locals, com Salvemos Mojácar o Salvemos la Tierra, que van rebre el suport d'entitats ecologistes. Tot i que l'any 2005 el delegat de Medi Ambient de la Junta d'Andalusia d'aquell moment, Juan José Luque, va afirmar que l'obra estava en terreny urbanitzable, les obres es van aturar per ordre judicial el febrer de 2006 —quan gairebé el 95% de l'hotel ja estava construït i s'estava a punt de començar a moblar les habitacions— en tant que es va considerar que el permís d'obres incomplia l'establert per la llei de costes. Tres mesos després es va anunciar que la Junta d'Andalusia exerciria el dret de retracte sobre la compra de la finca on s'estava aixecant l'hotel i la finca veïna —perquè se li havia ocultat una transmissió de propietats—, per tal de restaurar la platja al seu estat original. No obstant això, l'execució del dret de retracte i l'expropiació de les finques per part del govern va iniciar un procés judicial que es va eternitzar i que impedia actuar sobre la construcció, que romania inacabada i abandonada, tot i que les entitats ecologistes denunciaven que els treballs de construcció continuaven, i reclamaren la demolició de l'edifici tot pintant-lo de negre amb les paraules "hotel ilegal".
El setembre de 2008, el jutjat contenciós administratiu d'Almeria va declarar nul·la la llicència municipal d'obres que emparava la construcció de l'hotel, i va declarar que hi havia indicis de delicte en l'actuació de les administracions. Malgrat tot, l'immoble seguia dempeus, i el febrer de l'any següent va ser objecte d'una nova acció de Greenpeace, que en aquella ocasió cobrí tot l'hotel amb 18.000 metres quadrats de tela verda per exigir-ne la demolició. Els ecologistes, a més, denunciaven que havien tingut accés a un informe on es recomanava abandonar el procés d'expropiació dels terrenys de l'hotel, i recriminaven la passivitat del govern respecte a la gestió d'aquest afer, paralitzat fins que no es resolguessin tots els fronts judicials oberts.

### Eternització judicial i reivindicacions ecologistes
L'octubre de 2010, el Tribunal Superior de Justícia d'Andalusia va emetre una sentència interlocutòria on afirmava que no es podia autoritzar o acordar cap actuació urbanística a la zona de la platja del Algarrobico, tot recordant que aquella àrea era un espai natural protegit i no urbanitzable.
El dia del tercer aniversari de la proclamació de la primera sentència judicial contra la construcció de l'hotel, activistes de Greenpeace van decidir ocupar l'edifici per demanar un full de ruta explícit sobre la demolició de l'hotel i la recuperació de les platges, en tant que s'apropaven eleccions i hi havia risc que la polèmica s'eternitzés encara més. La reivindicació es va traslladar a Madrid, quan els ecologistes van fer arribar al Palau de la Moncloa una carta amb 27.000 signatures de suport a la demolició de l'hotel, recollides en 72 hores. De fet, la resposta del govern fou positiva, però subjecta a la resolució de les causes judicials pendents, en tant que si es tirava endavant la demolició, aquesta actuació també podria quedar aturada per ordre judicial.
Pocs dies després, el 4 d'octubre de 2011, es feu públic que el Tribunal Suprem va decidir mantenir la suspensió cautelar del Pla d'Ordenació dels Recursos Naturals del Cap de Gata de 2008, tot desestimant un recuts de la Junta d'Andalusia que feia referència a la revisió del grau de protecció de la zona on s'erigia l'hotel. Així doncs, es mantenia el determinat pel Pla d'Ordenació dels Recursos Naturals de 1994, perquè es considerava que el nivell de protecció que tenia la zona de El Algarrobico (nuci habitat existent o zona transformada) era una escletxa que permetia l'ús efectiu de l'hotel, amb el conseqüent perjudici pel medi ambient, i que l'interès públic en protegir el medi físic aconsellava la suspensió del Pla d'Ordenació, fins aquell moment suspès cautelarment. No obstant això i malgrat la pressió dels grups contraris a la construcció de l'hotel, poc més d'un mes més tard de la publicació d'aquesta resolució, el tribunal contenciós-administratiu va rebutjar ordenar l'execució provisional de la sentència que declarava nul·la la llicència d'obres de la construcció de l'edifici. Des del tribunal es va argumentar que la demolició comportaria greus pejudicis a la constructora, per bé que ja hi havia una dotzena de resolucions judicials que apuntaven que el procés de construcció no s'havia ajustat a la llei i que l'anul·lació del permís d'obres aplanaria el camí de l'eventual enderroc de l'edifici, en tant que aquesta llicència era l'únic suport legal que permetia que l'hotel continués dempeus.
El gener de 2012, el Tribunal Superior de Justícia d'Andalusia va instar a la Conselleria de Medi Ambient de la Junta d'Andalusia a declarar el paratge on es troba l'hotel com a espai protegit no urbanitzable, petició que es va repetir dos mesos després per tal d'assegurar que mentre es resolia el cas de l'hotel no s'executava cap altra construcció en aquella zona. Paral·lelament, a finals del març del mateix any, el Tribunal Suprem va emetre una sentència en ferm i que no admetia recurs on determinava que l'hotel vulnerava la llei de costes espanyola en tant que envaia parcialment la protecció del domini públic marítim-terrestre, una franja de 100 metres des de la ribera del mar. Aquesta sentència determinava que l'ajuntament de Carboneras havia d'haver revisat el pla parcial del sector on es va construir l'hotel per tal d'adequar-lo a la llei de costes, i que en no fer-ho havia generat una situació d'inseguretat jurídica, on havia produït la falsa creença entre la població que l'espai protegit era de 50 metres des de la riba del mar i no 100. Així doncs, en tant que la sentència determinava que l'hotel era una construcció il·legal, s'incrementaven les possibilitats de procedir-ne finalment a l'enderroc.

### Protocol de l'enderroc
El novembre de 2011, i a l'espera de disposar de l'ordre judicial d'enderroc, el Ministeri de Medi Ambient i la Junta d'Andalusia van acordar un protocol sobre l'enderroc de l'hotel. Aquest preveia que el Ministeri seria l'encarregat de realitzar la demolició; mentre que el govern andalús es faria càrrec de la gestió dels residus i de la restauració de la zona. Malgrat tot, no es realitzà cap mena de moviment al respecte i el febrer de 2012, el Tribunal Superior de Justícia d'Andalusia emplaçava (mitjançant un requeriment judicial) a l'ajuntament de Carboneras i a la Junta d'Andalusia que es tornés a protegir la zona on s'aixecava l'hotel amb el mateix grau de protecció que tenia l'any 1994, el d'espai protegit no urbanitzable, per tal d'acomplir la sentència del Tribunal Suprem de l'any 2008, que suspenia el Pla d'Ordenació de Recursos Naturals del Parc Natural del Cabo de Gata-Níjar de manera provisional i parcial. L'Ajuntament de Carboneras va recórrer la decisió del Tribunal Superior de Justícia d'Andalusia; mentre que el govern autonòmic andalús va respondre amb l'enviament d'un document on es recollien les propostes i protocols acordats per, quan fos legalment possible, retornar el paratge a les seves condicions originals. No obstant això, un cop es feu pública la sentència del Tribunal Suprem on es determinava que l'hotel incomplia la llei de costes, les administracions es van desentendre de les responsabilitats adquirides mitjançant el protocol signat el novembre de 2011.

## Hotel il·legal; eternització de la demolició
Després que el Tribunal Suprem determinés que gairebé la meitat de la superfície construïda de l'hotel era il·legal i que aquest projecte constructiu i empresarial esdevenia inviable, s'inicià el procés relacionat amb l'expropiació, l'enderroc de l'immoble i la recuperació del paratge, tràmit que fou objecte d'una eternització similar a la del procés judicial.
El Ministeri de Medi Ambient havia desistit de continuar amb el procés d'expropiació de l'hotel l'any 2009, arran del complex entramat judicial que embolcallava el cas. La sentència del Tribunal Suprem de 2012 reobria la possibilitat de reprendre les accions per expropiar l'edifici i procedir-ne a l'enderroc, i així ho sol·licità la conselleria andalusa de Medi Ambient, fent referència al conveni signat amb el Ministeri sobre l'enderroc de l'hotel l'any 2011. No obstant això, el canvi de govern i de ministre (del PSOE al PP) que hi havia hagut a Espanya entre la signatura del conveni i la resolució judicial que obria la porta a executar-lo feu que el govern central del moment no estigués completament d'acord amb els termes del document, delegant totes les responsabilitats de gestió de l'enderroc a la conselleria andalusa de Medi Ambient, en tant que la Junta d'Andalusia és qui té competència sobre la llei de Costes. Aquest gest fou rebut per les autoritats andaluses com una deslleialtat per part del govern central.
Aquest impasse fou aprofitat per la mancomunitat de municipis de Llevant (formada per l'ajuntament de Carboneras i 13 municipis més de la mateixa comarca) per aprovar una moció on es demanava que el govern central i l'autonòmic treballessin a favor d'un acord que possibilités la finalització de l'obra i la posada en marxa de l'hotel, tot argumentant que seria un revulsiu econòmic per a la zona. Malgrat aquesta demanda, el tribunal superior de justícia d'Andalusia va ratificar l'anul·lació del Pla d'Ordenació de Recursos Naturals (PORN) de 2008 i la validesa del de 1994, que declarava la zona on s'aixecava l'hotel com un espai no urbanitzable, i les entitats ecologistes van demanar-ne novament l'enderroc. El juny del mateix any, la mancomunitat de municipis del Almazora (formada per 26 municipis) va afegir-se a la moció aprovada per la mancomunitat de municipis de Llevant, amb arguments que anaven del potencial de creació de llocs de treball i impacte turístic que tenia l'hotel fins a la pèrdua de credibilitat que suposaria pel territori el fer d'emprendre un projecte d'aquestes dimensions per després haver-lo de desfer. Per la seva banda, Greenpeace i n'UNDO Arquitectos van elaborar un informe, titulat "El Algarrobico, la oportunidad bajo los escombros", on proposava un projecte de desmantellament de l'edifici i recuperació de la platja pioner a Espanya, basat en la participació local, la formació i la generació de llocs de treball, calculats en 379 persones.
Paral·lelament, el director general de sostenibilitat de la costa i el mar, Pablo Saavedra, va qualificar de "declaració d'intencions" l'acord signat entre el govern central i la Junta d'Andalusia de novembre de 2011, tot argumentant que els costos no estaven ni calculats ni assignats a cap partida pressupostària. Fou necessari esperar fins al juliol del 2012 perquè es recuperés el consens entre ambdues administracions, que no va anar més enllà de la signatura d'un acord per cofinançar un estudi que determinés els costos de demolició, tractament de residus i regeneració de la zona, que seria dut a terme per l'empresa pública Tragsa i que va concloure que el pressupost de l'operació seria de 7.175.000 euros. Aquell mateix estiu, la fiscalia de Medi Ambient va presentar una denúncia contra l'alcalde de Carboneras i els sis membres del seu govern per haver intentat legalitzar la construcció del complex, tot incorrent en un presumpte delicte de prevaricació per mantenir la classificació dels terrenys on s'erigia El Algarrobico com a zona urbanitzable al pla general d'ordenació urbana del municipi tot i que el Tribunal Superior de Justícia d'Andalusia i el Tribunal Suprem havien dictat el contrari. A més, també se li va imputar un presumpte delicte de desobediència per no respectar la servitud de protecció de 100 metres des de la línia de la costa establerta pel Tribunal Suprem i mantenir-la als 20 metres. Un cop als jutjats, els edils van argumentar que durant l'època que es realitzaren les accions de que se'ls acusava (2009) no hi havia cap sentència ferma que els obligués a canviar la qualificació dels terrenys on s'aixecava l'hotel, sinó que aquestes daten de 2011, quan cap dels regidors estaven a l'ajuntament o exercint càrrecs de responsabilitat.
El setembre del mateix 2012, el Tribunal Suprem va desestimar dos recursos de l'empresa promotora de l'hotel contra la sentència de l'Audiència Nacional que va determinar que l'edifici violava la Llei de Costes, i contra l'ordre del Ministeri de Medi Ambient que va aprovar l'establiment dels límits dels béns de domini públic marítim-terrestre del tram de costa de 5791 metres de longitud comprès entre un dels extrems de la platja del Lacón fins al límit del terme municipal de Mojácar. Poc temps després, el Tribunal Suprem va dictaminar que l'empresa promotora de l'hotel no tenia dret a rebre una indemnització en cas d'enderroc de l'edifici, en tant que el projecte s'havia d'haver adaptat a la Llei de Costes i respectar la servitud de domini públic de 100 metres.
Si bé semblava que el recorregut judicial estava prop del seu final, l'hivern de 2012 les discussions sobre qui havia de costejar les despeses de la demolició de l'hotel van prendre protagonisme. Des del Parlament andalús es va aprovar una moció on s'instava a la Junta d'Andalusia que es dirigís al Govern central perquè es propiciés un acord entre administracions que permetés enderrocar l'hotel i recuperar la zona afectada el més aviat possible. L'acord entre administracions (que establia que el Govern central assumiria les despeses d'enderroc i la Junta d'Andalusia s'encarregaria de la regeneració de la zona) va tornar a posar-se en dubte, i tornaren a sorgir veus del Partit Popular que proposaven que fos el govern andalús qui es responsabilitzés de totes les despeses. La polèmica va tornar a entrar en un compàs d'espera fins a principis de 2014.

## 2014-2016: nous girs judicials
El gener de 2014, el Tribunal Superior de Justícia d'Andalusia (TSJA) va rebutjar els recursos de l'empresa promotora de l'hotel i va dictaminar que els terrenys on s'aixecava l'edifici eren propietat de la Junta d'Andalusia, que llavors havia de pagar 2'3 milions d'euros a l'empresa promotora i formalitzar el canvi de propietat als registres corresponents, El procediment, però, es va aturar a l'espera d'una sentència del Tribunal Suprem que clarifiqués si els terrenys eren urbanitzables o no, una sentència que no es feu pública fins l'abril del mateix any. Poc temps després, el mateix tribunal va rebre la sol·licitud dels advocats de l'estat i de la Junta d'Andalusia on se li demanava la revisió d'ofici de la llicència d'obres concedida per l'ajuntament de Carboneras a l'empresa promotora de l'hotel, tot al·legant-ne la seva nul·litat.
Tanmateix,el març de 2014, la secció tercera de la Sala del Contenciós Administratiu del TSJA, entrant en contradiccions amb el mateix TSJA i el Tribunal Suprem, va declarar que l'edifici estava construït en terrenys categoritzats com a "urbans i urbanitzables". Aquesta sentència causà indignació entre els col·lectius contraris a la construcció de l'hotel, car consideraven que es tornava a obrir la porta a la legalització de l'edifici i la seva construcció. Ecologistas en Acción van presentar un recurs davant del Tribunal Suprem i el col·lectiu "Salvemos Mojácar" va presentar una querella contra els ponents de la sentència del TSJA i un incident de recusació contra els magistrats que havien de dictar sentència sobre el permís d'obres de l'hotel, tot al·legant una presumpta prevaricació en tant que durant anys el cas havia estat a mans de la secció primera de la Sala del Contenciós Administratiu i que aquest canvi de secció permetia dictar una sentència contradictòria sense violar el principi d'igualtat. L'incident de recusació fou desestimat i arxivat pel Tribunal Suprem, i tampoc fou previst en el recurs d'empara presentat am Tribunal Constitucional.

## Cronologia dels fets
(font)
- 3 març 2003: Carboneras concedeix el permís d'obres
- 30 d'abril de 2005: Grups ecologistes sol·liciten la investigació del projecte a la fiscalia
- 17 de novembre de 2005: El BOE publica que el límit de la cosa que afecta a l'hotel és de 100 metres des del mar
- 2 de desembre de 2005: Inici de l'expropiació de l'hotel
- 22 de febrer de 2006: Paralització cautelar de l'obre perquè podria vulnerar la llei de Costes
- 30 de març de 2006: Impugnació del permís d'obres per part del Ministeri d'Obres Públiques
- 10 de maig de 2006: La Junta anuncia que exercirà el dret de retracte i comprarà els terrenys de l'hotel
- 5 de setembre de 2008: Un jutjat declara il·legal el permís d'obres de l'hotel
- 4 de novembre de 2010: El Tribunal Superior de Justícia d'Andalusia desestima el recurs de súplica de l'Ajuntament de Carboneras contra la decisió de prohibir qualsevol actuació urbanística al sector
- 27 de març de 2012: El Tribunal Suprem dictamina que l'hotel vulnere la Llei de Costes
- 5 de juliol de 2012: Consens entre el Govern central i la Junta d'Andalusia per enderrocar l'hotel
- 8 de gener de 2014: Rebuig dels recursos de la promotora de l'hotel per part del Tribunal Superior de Justícia d'Andalusia i confirmació que els terrenys són propietat de la Junta d'Andalusia